# Pollution au plomb par Exide

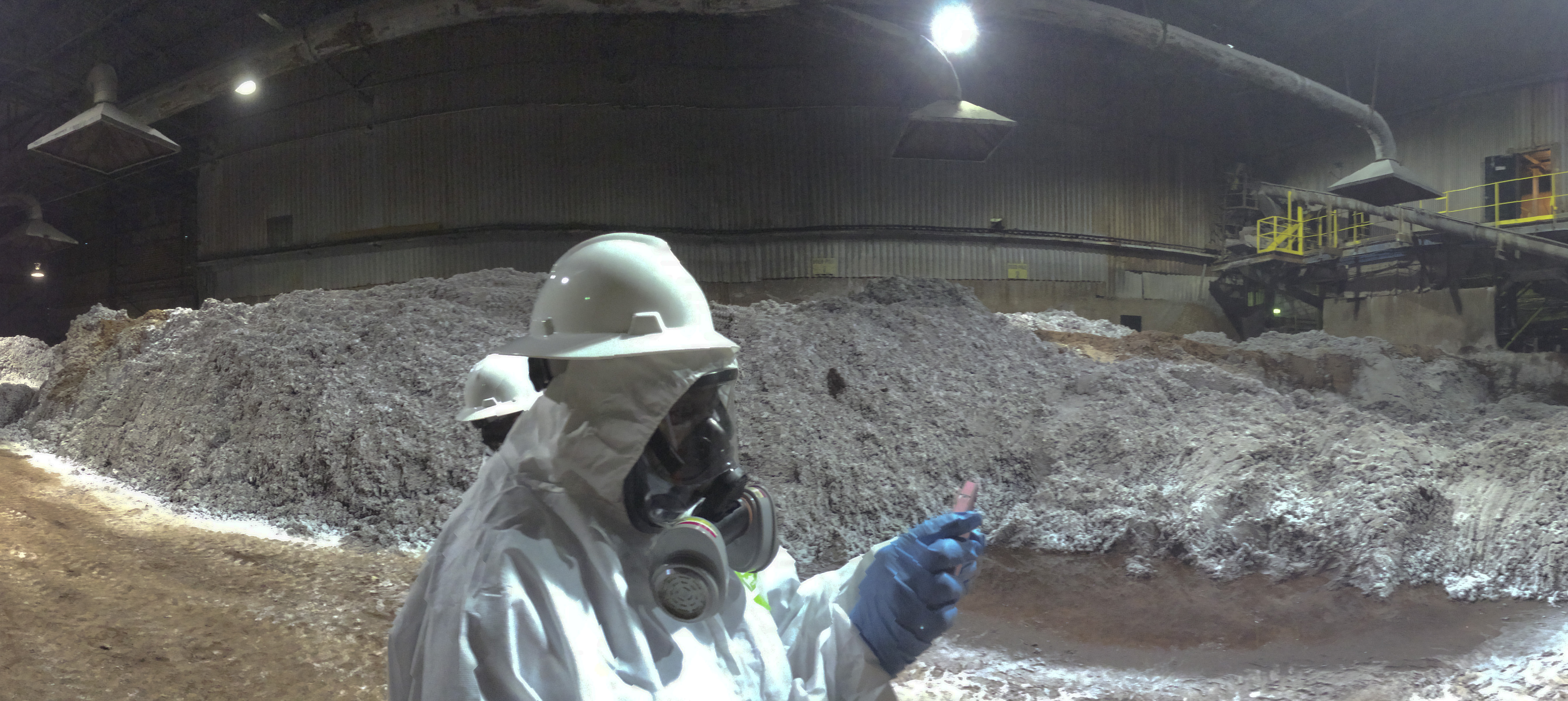
Vue de l'intérieur d'un hangar de stockage de matières premières pour le four à réverbération (lors d'une visite des installations d'Exide Technologies, en 2014, à Vernon par le Département de Californie chargé du contrôle des substances toxiques

Exide est l'un des plus grands producteurs, distributeurs et recycleurs de batteries plomb-acide au monde, qui se dit présent dans au moins 80 pays (en 2022). Ces batteries peuvent et doivent être recyclées en les broyant, puis en neutralisant l'acide sulfurique qu'elles contiennent puis en séparant les polymères (matières plastiques) du plomb et du cuivre.
Aux États-Unis, 97 % du plomb des batteries de voiture (qui contient toujours aussi de l'arsenic (< 0,2 % en poids) et de l'antimoine (1 % en poids) utilisés comme durcisseurs du plomb et comme éléments augmentant la résistance à la corrosion électrolytique, et donc la durée de vie des batteries) est recyclé (taux de recyclage le plus élevé de toutes les matières premières). Dans un nombre croissant de pays, les magasins vendant des produits électriques ou électroniques ont obligation de reprendre les vieilles batteries et piles pour les faire recycler.
Depuis 2010, les opérations de recyclage de sept usines de batteries au plomb Exide ont été reliées à des niveaux ambiants de métaux lourds alarmants pour la santé environnementale et des milliers de résidents et familles des quartiers entourant les usines d'Exide. Le plomb, notamment émis sous forme de vapeur et de micro- ou nanoparticules par les fours et les broyeurs est un puissant toxique (et il est notamment irréversiblement neurotoxique pour le cerveau du fœtus et du jeune enfant, même à faible dose, provoquant chez eux des déficits cognitifs, des retards mentaux et des troubles de comportement et psychologiques) ; le plomb peut endommager la plupart des organes (saturnisme). C'est aussi un produit écotoxique, notamment source de saturnisme animal.
Exide s'est avéré être une source très importante de pollution environnementale, par le plomb et l'arsenic principalement, mais aussi par d'autres métaux (antimoine, cadmium...)  ayant contaminé de vastes populations riveraines. Cette pollutions environnementales sont recensées en France, en Inde et aux États-Unis (par exemple à Crescentville(1920 - 1978) ; Comté de Los Angeles ; Frisco, Texas ; Muncie, Indiana ; Salina, Kansas ; Bristol, Tennessee ; Reading, Pennsylvanie ; et Forest City, Missouri).

## Usine de Lille (France)
Sur un terrain à la limite entre Lille et Faches-Thumesnil, Exide Technologies fabrique des batteries au plomb depuis des décennies et les terrains tout autour sont fortement pollués.
En décembre 2023, une pollution au plomb est révélée autour de l'usine Exide de Lille avec des taux supérieurs aux minima et une servitude d'utilité publique est mise en place par la préfecture. Les jardins de centaines d'habitations autour de l'usine sont pollués. La pollution est confirmée en 2024 par des analyses qui, selon des élus locaux (verts) sont alarmantes et « pires que ce que nous avions imaginé » (le plus mauvais résultat est quinze fois plus élevé que la norme retenue par le Haut Conseil de la santé publique (300 mg de plomb/kg de sol), faisant évoquer la pollution de Métaleurop-Nord.

## Usine Exide deVernon (Californie)
Une usine de recyclage de batteries située dans le sud-est du Comté de Los Angeles, à seulement 8 km du centre ville de Los Angeles (Californie, aÉtats-Unis), a émis pendant au moins trois décennies des vapeurs, particules et nanoparticules toxiques (contenant notamment du plomb et de l'arsenic) bien au delà de ce qui lui était autorisé, contaminant ainsi jusqu'à 10 000 foyers dans une demi-douzaine de communautés ouvrières latinos plus ou moins proches l'usine. La zone contaminée, notamment par le plomb s'étend autour de l'usine, jusqu'à 2,7 kilomètres, couvrant un territoire où vivaient plus de 100 000 personnes.
Exide Technologies, propriétaire de la fonderie de batteries plomb-acide située à Vernon, a accepté en 2015 de fermer l'installation lors du nettoyage massif des sols contaminés (qui prendra des années si tant est qu'il soit possible, et coûtera des centaines de millions de dollars).

### Histoire et contexte

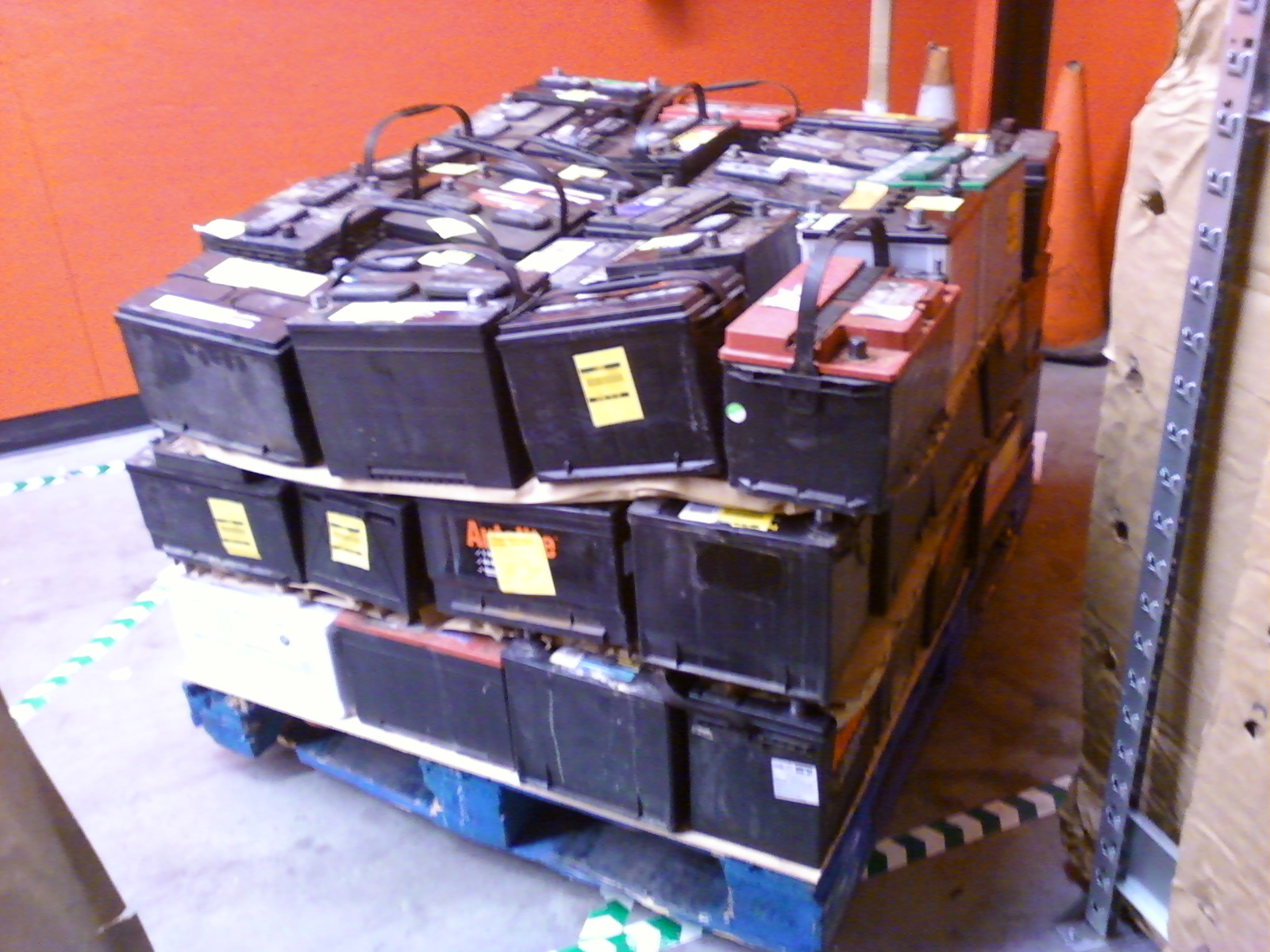
Palette de batteries automobiles plomb-acide, usagées destinées au recyclage, encouragé par le développement des véhicules électriques.

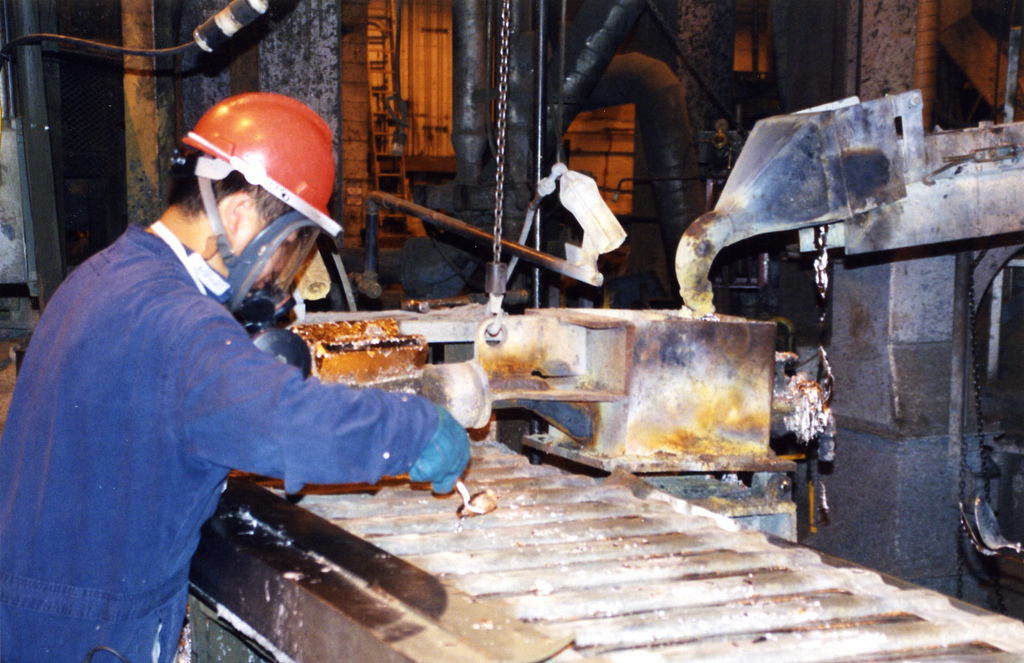
Récupération du plomb dans une installation de recyclage de batteries au plomb.

L'usine de recyclage de batteries au plomb (6,1 hectares) se trouve 2700 South Indiana Street à Vernon, non loin de la berge nord du fleuve Los Angeles à Vernon, ville très industrialisée du sud-est du comté de Los Angeles. Avant sa fermeture elle traitait de 11 millions de batteries au plomb usagées chaque année à 22 millions au moment de sa fermeture. En 1981, la fonderie a reçu du département des services de santé de Californie un document lui accordant un "statut provisoire" l'autorisant à fonctionner avec un permis provisoire, alors que des violations des lois et bonne pratique par l'usine étaient déjà bien documentées.
En 2000, le groupe Exide est reconnu coupable du stockage — sans autorisation — de déchets toxiques et dangereux en plusieurs endroits du sud-est de Los Angeles (ce qui lui vaudra 3 ans après une amende de 40 000 $. Cette même année 2000, Exide achète à Vernon la fonderie (et d'autres actifs) du groupe Gould-National Battery (anciennement Gould Inc.), peu après que (en 1999), le Département du contrôle des substances toxiques (DTSC) ait trouvé que les sédiments d'un bassin de rétention des eaux pluviales était pollué par le plomb, et qu'il ait demandé à l'exploitant de l'usine de dépolluer ce bassin.
En 2004, Exide est mis en demeure de décontaminer des canaux de drainage contaminés au plomb, des espaces publics et des toitures ; et doit verser 3 000 $ d'amende pour deux violations de la loi sur la qualité de l'air.
En 2013, En janvier 2013, Exide produit une évaluation des risques pour la santé soulignant un risque de cancer individuel maximal de 156 par million, et un indice de risque chronique pour le système respiratoire évalué à 63 au maximum. Ces risques théoriques ont été calculés à l'aide des résultats d'études d'émissions faites à l'échelle de l'établissement (Tests d'émissions faits fin 2010-début 2011). L'AQMD ordonne alors un plan de réduction des risques pour l'air, et impose la tenue de réunions publiques.
Le DTSC a aussi découvert que les canalisations souterraines de l'usine d'Exide fuyaient, alors qu'elles transportaient des eaux polluées par le plomb, avec le risque de polluer à la fois les sols environnant et la nappe. En avril 2O13, le DTSC impose finalement un arrêt provisoire de l'usine, pour danger imminent pour la santé publique, puis sur la base d'études récentes de fermer l'usine. Mais Exide conteste cette fermeture, en rejetant publiquement ses propres conclusions antérieures, et est autorisé à continuer à fonctionner au moins le temps durant lequel il combattra l'ordre de fermeture. Exide est sous le coup d'une enquête criminelle fédérale pour émissions trop élevées de polluants nocifs à partir de cette usine, après que des centaines d'habitants se soient plaint, durant des années, des émissions toxiques de l'usine, sans réaction forte jusqu'alors des agences étatiques et fédérales de protection de l'environnement et de la santé.
En mars 2015, Exide signe un accord avec le bureau du procureur américain pour fermer définitivement cette usine,, un accord qui a aussi permis à Exide et à ses employés d'éviter des poursuites pour des années de crime environnemental (incluant le stockage, l'élimination et l'expédition illégaux de déchets hautement toxiques et dangereux), en acceptant de payer 50 millions de dollars pour démolir l'usine et nettoyer les sols sur lesquels vivent les communautés environnantes (sur cette somme 9 millions de dollars étaient mis de côté pour nettoyer le plomb des maisons ; le 24 avril, l'usine est mise en demeure de stopper son activité.
Selon le Los Angeles Times : « à l'époque, le bureau du procureur américain a défendu cet accord de non-poursuite comme un moyen d'assurer un nettoyage en temps opportun sans laisser la facture aux contribuables. Si l'entreprise ne respectait pas les accords de nettoyage à un moment quelconque au cours des 10 années suivantes, ont fait valoir les responsables, elle ferait face au "marteau" de poursuites pénales pour ces crimes. Cela ne s'est pas produit, malgré une décision de l'État (DTSC) de 2019 reconnaissant que l'entreprise violait cet accord ».

### Impacts et séquelles environnementales
En 2020, une grande partie de l'usine fermée était enveloppée dans des bâches de plastique blanc pour limiter les envols ou le ruissellement avec la pluie, mais le sol et le sous-sol des installations présentent encore des concentrations élevées de métaux toxiques.
Les eaux souterraines ont aussi été polluées par le fonctionnement de l'usine, et des sulfates (corrosifs et irritants) ont été évacués et dispersés sur les voies publiques.
Des études ont conclu que jusqu'à 10 000 foyers dans une demi-douzaine de communautés ouvrières latino-américaines à proximité de l'usine ont vu leurs maisons et leurs cours contaminées par les émissions de plomb. Les décennies de pollution de l'air par les installations d'Exide Technologies ont potentiellement contaminé les enfants et adultes de communautés voisines  Boyle Heights, Maywood, East Los Angeles, Commerce, Bell et Huntington Park).
Les résidents étaient depuis longtemps préoccupés par la pollution de l'air de l'usine, qui a émis du plomb, de l'arsenic et d'autres polluants dangereux dans l'air durant des décennies. Le plomb en particulier est une neurotoxine puissante qui était présent dans les maisons et dans les jardins, cours d'école et espaces public, exposant notamment femmes enceintes, allaitantes et les enfants (le enfants y sont particulièrement vulnérables, subissant des troubles d'apprentissage, un QI inférieur et à d'autres problèmes de développement qui peuvent être irréversible si l'intoxication a eu lieu in utero ou avant l'âge de 6 ans.

### Impacts sur la santé publique dans l'est de Los Angeles
Les effets toxiques du plomb sont connus depuis l'antiquité et bien connus depuis plus d'un siècle. Ils ont touché les communautés riveraines et les travailleurs des usines du groupe.
De manière générale, les mesures passées de prévention en premier lieu du saturnisme ont souvent été couronnées de succès, mais les agences de santé publique mettent désormais plutôt  l'accent sur la prévention secondaire, laissant les personnes qui ont déjà été exposées ou qui seront continuellement exposées à un risque de saturnisme aigu ou chronique car  le plomb est toujours utilisé pour fabriquer des batteries, des munitions de guerre et de chasse (balles, grenaille de plomb...). Comme c'est généralement la cas pour les autres pollutions, ce sont les communautés à faible revenu et les communautés de couleur qui sont les plus exposée, et subissent le plus face les lacunes majeures du système de santé publique et d'une mauvaise prise en compte de la santé environnementale pour la prévention de l'exposition au plomb.
Selon le dossier « Industrial Lead Poisoning in Los Angeles: Anatomy of a Public Health Failure » publié par le Journal of Environmental Justice, le sud-est de Los Angeles est victime des mêmes lacunes et échecs que ceux constatés en matière de prévention du saturnisme lors de la crise de l'eau de Flint Michigan alors qu'Exide opérait à Vernon depuis les années 1970.
En 2013, l'AQMD a expliqué que plus de 250 000 habitants de l'est de Los Angeles étaient confrontés à un risque chronique pour la santé dû à l'exposition au plomb et à l'arsenic d'Exide. Les communautés vivant près d'Exide (à Boyle Heights et Maywood notamment) sont à plus de 90% latino-américaines et se classent parmi les 10% des zones les plus touchées par les problèmes d'environnement en Californie. Non seulement elles sont victimes des retombées de plomb et d'arsenic de l'usine, mais plus de 90% des maisons de la région ont été construites avant l'interdiction des peintures au plomb qui ne date que de 1978 ; et elles ont aussi subi la pollution routière dont les décennies de retombées des émissions de plomb émis par les pots d'échappement des millions de véhicules ayant circulé sur les autoroutes et routes voisines, durant toute la période où le plomb tétraéthyle a été autorisé dans l'essence, plomb qui a gravement contaminé de vastes étendues de,,, notamment autour de Vernon.
En 2019, une étude conduite par l'Université de Californie du Sud a révélé une grande quantité de plomb dans les dents de lait des enfants de Boyle Heights, Maywood, East Los Angeles, Commerce, et Huntington Park ,. Le plomb des dents de lait correspondait aux données sur la contamination du sol du California Department of Toxic Substances Control. L'étude Truth Fairy a révélé ou confirmé que les enfants de Boyle Heights et d'East Los Angeles étaient les plus exposés au plomb, métal qui les a très probablement déjà contaminé in utero ou peu après la naissance. Cette étude exhortait le législateur à créer des initiatives forte pour prévenir l'exposition au plomb. Selon Jill Johnston, co-auteur de l'étude et professeur de médecine préventive : "une teneur élevée en plomb dans les dents signifie une teneur plus élevée en plomb dans le cerveau, les reins et les os. Le dépistage du plomb chez les femmes pendant la grossesse, ou même plus tôt, lorsqu'elles entrent en âge de procréer serait nécessaire pour réduire l'exposition au plomb de leur future progéniture",.

### Tests et dépollution

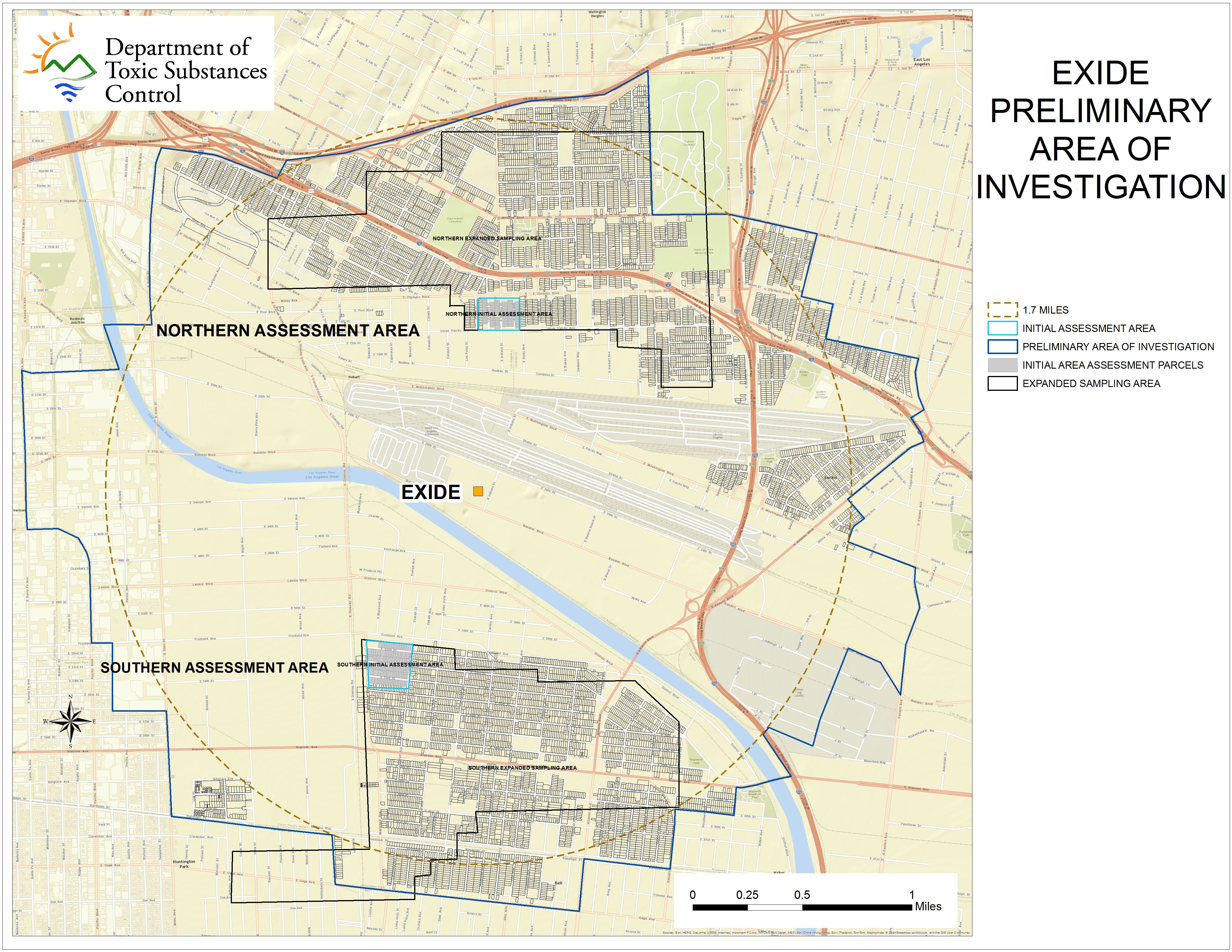
Carte de la zone d'investigations préliminaires décidées par le DTSC

La fermeture de l'installation a été supervisée par le California Department of Toxic Substances Control (DTSC) et le South Coast Air Quality Management District (SCAQMD), comprenant le démantèlement de l'ancienne installation de recyclage sous une enceinte (de type tente) complètement fermée et sous pression négative, dotée de sas, de manière à éviter tout envol de polluants vers l'extérieur du chantier. Les matières dangereuses de l'installation devaient être recyclées ou éliminées sous la supervision du DTSC (California Department of Toxic Substances Control qui en juillet 2017 a publié son plan de nettoyage et son rapport final sur l'impact environnemental du nettoyage des sols contaminés par le plomb dans les quartiers périphériques de l'usine (le plan prévoyait de dépolluer 2 500 propriétés dans un rayon de 1,7 mile en 2 ans ; soit « le plus grand nettoyage de ce type jamais réalisé en Californie » selon le DTSC  (en avril 2017, plus de 8 200 des 10 129 propriétés situées dans la zone de 1,7 mile avaient fait l'objet d'un échantillonnage avec analyse de sol)<refCommunique2017CDTSC/>.
La dépollution du sol contaminé par le plomb est supervisée par le California Department of Toxic Substances Control. En août 2015, le ministère a annoncé que des analyses de sol avaient montré que des poussières toxiques riches en plomb avait été retrouvées dans plus de 10 000 foyers. Les responsables du ministère ont dit que jamais jusqu'alors ils n'avaient été impliqués dans une affaire de dépollution de plomb dans un nombre de propriétés aussi élevé.
Les Propriétés résidentielles testées sont classées en 4 catégories d'urgence pour le nettoyage selon le taux de plomb dans le sol :
1. 400 parties par million (ppm) ou plus (1930 cas déjà relevés au 2 mars 2018)[29];
2. 80 ppm à moins de 400 ppm, mais où au moins un point d'échantillonnage contient 1 000 ppm de plomb ou plus (175 cas relevés au 2 mars 2018)[29] ;
3. lieux d'accueil d'enfants (Garderies...) où 80 ppm de plomb ou plus ont été trouvés et qui n'ont pas encore été nettoyées.
4. Tous les parcs et écoles (58 comptabilisé le 2 mars 2018)[29] nécessitant un nettoyage.

Sur la base des résultats des analyses de poussières, 19 maisons été traitées en première priorité, à partir de décembre 2014. Les résidents de deux quartiers de Boyle Heights et de Maywood ont été informés en août 2015 qu'ils pouvaient faire analyser leur sol pour le plomb après avoir été identifiés par le district de gestion de la qualité de l'air de la côte sud comme les communautés les plus susceptibles d'avoir été contaminées par les émissions de plomb.

Dans 146 des maisons les plus proches de l'installation, il a fallu entièrement excaver et exporter le sol contaminé puis le remplacer par de la terre saine.
En octobre 2015, une résolution du conseil de surveillance du comté de Los Angeles, frustré par la lenteur de l'action de l'État, a affecté 2 millions de dollars pour «faciliter» l'effort de nettoyage en embauchant des entrepreneurs et des consultants, en effectuant des analyses de sol dans 1 000 maisons au cours des deux mois suivants, et en envoyant des personnels dans les quartiers entourant l'usine. Un calendrier et une stratégie ont  été inclus dans cette résolution pour forcer les régulateurs des États, Exide "et d'autres parties responsables à financer et à entreprendre intégralement ce nettoyage". L'État avait utilisé la totalité sauf 1 million de dollars sur les 9 millions de dollars placés par Exide dans un fonds en fiducie pour le nettoyage des maisons. Fin février 2016, les équipes du comté ont commencé à tester le degré de pollution des sols dans la ville de Commerce. L'État a alloué 176,6 millions de dollars pour le coût des tests et du nettoyage d'environ 2 500 des chantiers les plus contaminés.
Fin mars 2018, le DTSC avait organisé ou participé à plus de 200 réunions axées sur les résidents et envoyé des notifications des résultats des tests à chaque propriétaire et résident d'une propriété échantillonnée, et un programme de formation professionnelle spécial a été mis en place pour les membres de la communauté devant participer à la dépollution, planifié par le ministère chargé du contrôle des substances toxiques en Californie. Ce denier a aussi créé un bureau local pour améliorer et coordonner les efforts de partage d'informations. Des groupes communautaires locaux travaillent avec l'Agence pour sensibiliser les résident, en les  inscrivant aux tests.
L'été 2015, des taux de plomb très élevés ont été mesurés dans le sol des écoles élémentaires de Lorena et de Rowan à  par le Département du contrôle des substances toxiques.
À l'automne 2017, ce même Département a commencé à mettre en œuvre ses plans pour excaver et exporter les sols contaminés par le plomb de 2 500 propriétés résidentielles situées à proximité de l'usine (fermée) de batteries au plomb Exide Technologies à Vernon.
C'est le plus grand effort de dépollution de ce type dans l'histoire de la Californie, il englobe sept quartiers du comté de Los Angeles. « L'État tient Exide pour responsable de cette contamination et, en vertu d'une ordonnance du tribunal, l'entreprise doit livrer d'ici mai 2019 un plan de nettoyage du plomb dans la communauté environnante ». Les régulateurs de l'État de Californie estiment que les opérations d'Exide pourraient avoir menacé la santé d'environ 100 000 personnes et pollué environ 10 000 propriétés résidentielles. Un total de 192 millions de dollars a été autorisé par l'État pour cet effort de nettoyage massif ; et 176,6 millions de dollars ont été approuvés par le gouverneur Jerry Brown en avril 2016.
Les 192 millions de dollars mis de côté par l'État ne permettront de nettoyer que 2 500 des 10 000 maisons et propriétés estimées contaminées par les décennies de retombées locales de la pollution d'Exide. Le coût total du nettoyage des quelque 10 000 maisons contaminées par la pollution d'Exide est estimé à plus de 500 millions de dollars. En août 2016, plus de 42 millions de dollars sur les 192 millions de dollars avaient déjà été dépensés.
Face à la pression croissante des militants communautaires, des résidents et des élus, pour tenir Exide - et non les contribuables - responsable des faits dont les suites nécessitent des millions de dollars d'argent supplémentaires pour dépolluer ces zones habitées de l'est du comté de LA, le district de gestion de la qualité de l'air de la côte sud a porté plainte contre Exide, réclamant plus de 80 millions de dollars de réparations . De son côté, en 2016, Exide a intenté sa propre action en justice  pour obtenir des données sur la plombémie des personnes testées dans le comté de LA, y compris des données personnelles telles que l'âge, la ville et le code postal de chaque personne ; l'âge de la maison dans laquelle chaque personne vivait ; et toutes autres causes possibles d'empoisonnement par le plomb. L'État combat Exide devant les tribunaux, qualifiant ce procès de manœuvre ou tentative d'Exide visant à esquiver sa responsabilité financière en cherchant à faire croire que la pollution serait surtout due à des contaminations par l'utilisation ancienne de peinture au plomb et d'essence plombée. Payer pour le nettoyage et la dépollutions serait admettre une culpabilité pouvant éventuellement conduire à des accusations criminelles et à des peines de prison pour les ancien cadres et dirigeants. Selon le Los Angeles Time, Exide a soutenu ne pas être responsable de la contamination au plomb hors des limites de l'usine de Vernon, blâmant d'autres sources qui expliqueraient selon le groupe les contaminations résidentielles, incluant d'autres installations industrielles voisines et la peinture à base de plomb.
Le 31 janvier 2018, Exide Technologies a affirmé à un juge de faillite que l'entreprise n'était pas responsable des 80 millions de dollars de coûts de nettoyage supplémentaires que l'État de Californie tentait de récupérer, et que la réclamation de l'État devrait être rejetée au titre de la protection offerte par le Chapitre 11 de la loi sur les faillites des États-Unis invoqué par le plan de faillite de l'entreprise en 2015.
L'administration Trump, via son ministère américain de la Justice (juge des faillites) et après avoir bridé l'Agence de protection de l'environnement, a accepté le plan de faillite pourtant très controversé d'Exide : le contribuable américain devrait donc assumer la facture du plus grand nettoyage environnemental de Californie (plus de 270 millions de dollars) à cause d'un gouvernement qui place les intérêts des créanciers et des industriels avant celui de la dépollution ; Le principe pollueur payeur n'est pas mis en œuvre, et la dette écologique et de santé environnementale de l'entreprise sera mise à charge du contribuable tandis que l'entreprise se voit dégagée de toute responsabilité.
L'auditeur de l'État de Californie enquêtera sur la manière dont le Département du contrôle des substances toxiques gère le nettoyage après que le Comité mixte sur l'audit législatif ait voté en février 2020 une enquête sur les contrats, les heures de nettoyage et dépollution, et d'autres enjeux.
Un « groupe consultatif Exide Technologies » et un site internet ont été mis en place pour suivre les progrès de la dépollution et en informer le public.
Début 2022, ce sont 3 200 propriétés qui ont été dépollués aux frais de l’État, à un rythme de 80 maisons par mois environ, et ce jusque dans le quartier historique de Boyle Heights à Los Angeles. 2 700 parcelles supplémentaires étaient encore à traiter avant mars 2025. 1400 parcelles de la zone supposée polluée n'avaient pas encore été échantillonnées (faute d'accord des propriétaires et/ou locataires).

### Législation et Exide
En 2019, un communiqué du DTSC reproche à Exide d'avoir en quelques années violé 24 ordonnances, et d'avoir notamment refusé son obligation de 2002 d'enquêter sur l'étendue de sa contamination de zones résidentielles ce qui enfreint aussi les exigences de la loi californienne sur le contrôle des déchets dangereux (HWCL).
Le DTSC a également demandé au bureau du procureur des États-Unis de mettre fin à son accord de non-poursuite (NPA) avec Exide. Le NPA prévoyait que si Exide respectait les obligations matérielles de l'accord, y compris l'obligation de se conformer aux ordres du DTSC, le bureau du procureur américain ne poursuivrait pas Exide ou ses agents pour toute violation présumée des lois pénales fédérales relatives au stockage illégal, à l'élimination, l'expédition et le transport de déchets dangereux liés à ses opérations passées à l'installation de Vernon. La DTSC estime que les lacunes du rapport RFI, malgré des instructions claires de la part de la DTSC, constituent un manquement aux conditions des ordonnances de la DTSC et constituent un motif de révocation de l'APM.
À la suite du cas d'Exide, une loi californienne votée en 2016 sur le recyclage des batteries au plomb a créé un fonds de nettoyage des pollutions par les batteries au plomb. Il financera entre autres objectifs limités, l'enquête et le nettoyage dans toute zone de Californie pouvant être raisonnablement soupçonnée d'être contaminée par l'exploitation d'une installation de recyclage de batteries au plomb. En application de cette loi, le Département du contrôle des substances toxiques (DTSC) a créé un Programme d'enquête, et de nettoyage des installations de recyclage des batteries au plomb, baptisé « LABRIC » qui a notamment pour fonction de dire si un territoire (de Californie) est raisonnablement soupçonnées d'avoir été pollué par une installation de recyclage de batteries au plomb, enquêter ou évaluer le degré de pollution puis veiller à ce qu'il y ait une dépollution (mesures correctives, l'enlèvement de sols/sédiments pollués), stopper les contaminations issues de telles installation dans ces zones, et inspecter les revendeurs et les fabricants de batteries au plomb, afin d'évaluer leur conformité à la Loi.
L'État de Californie a officiellement consacré environ 7 millions de dollars pour tester et nettoyer les maisons en 2015. Son assemblée a voté en 2016 un budget de 176,6 millions de dollars pour la dépollution. Il a tenu une audience d'information au Capitole le 26 janvier 2016, où le membre de l'Assemblée Jimmy Gomez (D-Echo Park) a fait remarquer que la mobilisation a été bien plus rapide pour la fuite de gaz de Porter Ranch près d'une communauté plus riche, alors que les progrès restent lents dans les quartiers pollués par le plomb d'égide, où la plupart des résidents sont Latino et à faibles revenus. Gomez a déclaré : "Nous ne voulons pas envoyer le mauvais message, qui est que si vous vivez ... à Porter Ranch, vous êtes plus important que les gens qui vivent dans l'est ... ou le sud-est de Los Angeles."
Lors de cette même audience (26 janvier 2016), le président de l'Assemblée Anthony Rendon (D-Lakewood) a déclaré que le Département du contrôle des substances toxiques "n'a pas fait du bon travail" et qu'il exhorterait les responsables à agir de manière plus urgente pour la dépollution. L'ampleur et la durée de cette contamination par le plomb a soulevé des inquiétudes concernant des problèmes de longue date au sein du département. Le gouverneur et les législateurs de l'État ont vu cela comme un signal d'alarme et demandent de nouvelles lois, des audiences de surveillance et que d'autres réformes soient entreprises.
En mai 2018, l'Assemblée de l'État de Californie a approuvé une action budgétaire  et une loi, AB 2189, pour engager 16 millions de dollars de fonds, cette fois pour le nettoyage des promenades publiques. Ce financement proviendrait d'une loi de Californie votée 2016 pour collecter environ 176 millions de dollars pour aider à nettoyer le gâchis de contamination par le plomb toxique d'Exide à Vernon et dans les quartiers environnants, en prélevant une redevance sur les batteries pour tous les fabricants et consommateurs de batteries.
Si la loi AB 2189 est promulguée, plus de 200 millions de dollars pourraient être récoltés pour la dépollution des sol, maisons et infrastructures écopaysagères contaminés par le plomb.

## Séquelles environnementales
La liste des désignations de non-respect des normes nationales de qualité de l'air ambiant (NAAQS) de l'EPA désigne un total de 21 zones et parties de 22 comtés dans 15 États et Porto Rico qui enfreignent les normes fédérales de santé de l'air en matière d'émissions de plomb.
Exide a des installations dans six (6) de ces 21 zones ne respectant pas les lois sur la qualité de l'air ; et représent près d'un tiers des contrevenants (plus que toute autre entreprise). Aux Etats-Unis, les usines d'Exide, connues pour violer les normes d'émission de plomb de l'EPA sont situées à Frisco, TX, Vernon, CA, Muncie, IN, Salina, KS, Reading, PA et Bristol, TN.

## Autres cas de contamination par Exide, aux États-Unis

### Crescentville, Philadelphie, Pennsylvanie

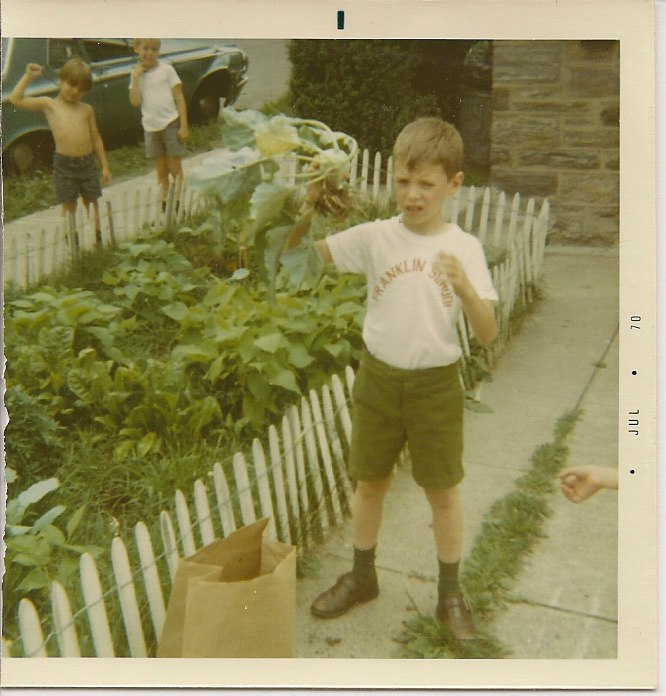
Cet écolier de l'école élémentaire Franklin a récolté - et mangé - des légumes cultivés (ici un chou rave) à moins de 500 mètres de l'ESB, Inc., l'une des usines de batteries au plomb d'Exide (qui fonctionnait déjà depuis plus de quarante ans, émettant des vapeurs et particules de plomb, provenant de sa fonderie et du sciage d'objets en plomb)

De 1920 à 1978, l'Electric Battery Storage Company (plus tard ESB, Inc.) a exploité une usine de batteries au plomb sur 16 hectares à Crescentville à l'intersection d'Adams Ave et de Rising Sun Ave. Robert A. Kehoe en a écrit en 1948  qu'il avait vu « des fumées incontrôlées [sic] » lors d'une visite. Des lettres et un discours témoignent des problèmes médicaux subis par les employés de cette usine de batteries au plomb en 1948 et 1949 ,,,,,,. En 1954, les ouvriers coupaient des écrous de roue en plomb et soufflaient la poussière dans le système de ventilation. En 1968, Robert A. Kehoe a écrit à William Pallies d'ESB, Inc. pour discuter de la façon de vaincre devant le tribunal Reuben D. Shoemaker dont la plombémie avait été dosée à 100 microgrammes par décilitre de plomb, Kehoe précisant qu'aucun  expert honnête et compétent ne pouvait prévaloir contre ce témoignage médico-légal devant un tribunal,. La même année, l'EPA publiait un rapport estimant que l'usine émettait environ onze livres de plomb (polluant non dégradable) par jour dans l'environnement.

### Muncie (Indiana)
De 1989 à 2015, Exide Technologies a rejeté plus de 103 tonnes de plomb et autres polluants toxiques (dont acide sulfurique et l'arsenic) dans l'air et dans l'eau à Muncie où Exide exploite une fonderie secondaire de batteries 'plomb-acide'.
En novembre 2010, Muncie et le comté du Delaware ont été placés sur la liste de non-conformité de l'US EPA pour les taux de plomb dans l'air dépassant les normes autorisées dans le pays pour l'air pour le plomb, en raison des émissions de l'usine Exide de Muncie.
En mars 2015, Exide Technologies a accepté de payer une amende civile de 820 000 $ pour clore une action en justice pour violation du Clean Air Act dans cette fonderie de plomb. Selon l'EPA, les infractions concernaient non seulement le plomb, mais aussi les hydrocarbures totaux, des composés organiques volatils et des polluants organochlorés (dioxines et furanes).
En octobre 2015, le ministère de la Justice et Exide Technologies ont rejeté les demandes du maire de Muncie, d'ONG environnementales et de promotion de la santé, et de trois associations de quartier qui demandaient l'installation d'un équipement de contrôle automatique et permanent de toutes les sources de pollution (31 millions de dollars)  de l'installation de recyclage de batteries de l'entreprise, comme  leur concurrent Quemetco l'avait fait pour une usine de batteries au plomb similaire à Indianapolis, à proximité. Plus d'une douzaine d'organisations de santé publique, de quartier, d'environnement et de santé publique, dirigées par le Hoosier Environmental Council, ont exhorté le ministère américain de la Justice à ajouter des contrôles de pollution supplémentaires au règlement proposé afin de mieux protéger les habitants de Muncie contre le plomb et l'arsenic libérés dans l'air par Exide. Ces organisations ont aussi demandé au DOJ d'exiger qu'Exide inclue dans ses programmes et budgets une surveillance à long terme des polluants après la fermeture de cette usine.
Accidents :en février 2017, cette usine Exide de Muncie a connu trois explosions et des problèmes de fuite, qui n'ont pas été entièrement ou signalées dans les délais réglementaires aux agences étatiques et fédérales compétentes chargées de garantir la conformité d'Exide aux lois et protocoles de sécurité étatiques et fédéraux. En outre, les résidents locaux n'ont été informés de ces explosions que près d'un an après (en janvier 2018), suscitant des inquiétudes quant aux risques pour l'environnement et pour la santé et la sécurité de centaines de familles qui vivent à proximité de l'installation d'Exide.
Un an après (février 2018), un  pédiatre local et le département de la santé du comté du Delaware informent les responsables de l'État de l'Indiana en 2017 de cas de travailleurs d'Exide rapportant involontairement chez eux sur leurs vêtements des doses de plomb exposant leurs enfants au métal toxique,,.
Le 20 juin 2018, le département de la santé local porte plainte auprès du département de la gestion de l'environnement de l'Indiana au sujet d'« une augmentation récente du nombre de cas de plombémies élevées » localement signalés aux responsables locaux de la santé, ajoutant que « plusieurs de ces cas ont révélé des liens avec l'usine d'Exide », les « activités de l'entreprise » étant une « source probable de cette exposition au plomb »,,.
Plusieurs rapports ont montré que les travailleurs d'Exide à Muncie ont pu exposer leurs familles au plomb. Les résidents ont alors exprimé des inquiétudes plus larges concernant l'usine et les séquelles de décennies d'émissions toxiques (plomb, arsenic et contaminants) pour la santé, la sécurité et l'environnement de centaines d'habitant vivant ou ayant vécu près de l'usine,.
En réponse au refus du Département de la gestion de l'environnement de l'Indiana (IDEM) de tenir une réunion publique sur le permis d'exploitation général de cinq ans d'Exide en 2018, des dizaines d'habitants sont descendus dans les rues près de l'usine d'Exide à Muncie pour dénoncer cette décision de l'IDEM en réclamant des tests de l'air, du sol et de l'eau dans les centaines de maisons et de propriétés situées près de l'usine de batteries au plomb,.

### Salina (Kansas)(saturnisme infantile)
Exide Technologies exploite aussi une vaste usine de batteries au plomb à Salina, KS.
De 1987 à 2015, Exide y a rejeté plus de 166 077 livres de plomb, d'antimoine, d'arsenic et d'autres contaminants dans l'air et l'eau.
De 2010 à 2013 et en 2016, Exide a dépassé les limites de rejet de concentration de plomb autorisées plus de 18 fois, en violation du Clean Air Act , et en 2010, l'usine a été en grande partie responsable de la désignation de cette zone par l'EPA comme l'une des 16 zones du pays où le plomb dans l'air dépasse les normes nationales de qualité de l'air pour le plomb.
Au fil des ans, les résidents ont réitéré leurs inquiétudes au sujet de l'usine, questionnant de possibles corrélations entre le constat d'un nombre anormal de plombémie élevées chez les enfants du comté de Saline, où Exide opère, par rapport aux moyennes nationales ou des comtés et communautés environnants du Kansas. De  2000 à  2010, la plombémies moyennes  à Saline Co. était de 16,5 ug/dL, doit plus du double de celui de tous les autres comtés du Kansas (7,5 ug/dL),, et des enfants de Salina, avaient une plombémie moyenne déjà significativement plus élevée (3,00 µg/dL) que ceux de tous les autres codes postaux du Kansas (2,86 µg/dL) 
En 2016, le Département de la santé et de l'environnement du Kansas (KDHE) a organisé une réunion après que des tests faits par des médecins locaux (cette même année 2016) aient révélé des taux  de plomb élevés dans le sang de 32 enfants du Comté de Saline - la plupart d'entre eux habitant Salina. Des plombémies élevés avaient déjà été relevées chez 84 enfants de ce même comté les deux années précédentes (2013, 2015).
Lors de la réunion, des résidents ont demandé si les autorités et les agences locales enquêtaient sur une corrélation ou de possibles liens de causalité entre le nombre de cas de saturnisme infantile à Salina et les émissions de l'usine de batteries au plomb-acide d'Exide de Salina. Mais les représentants de KDHE ont tenté d'éviter de répondre à ces demandes de renseignements, en notant que l'usine d'Exide avait réduit ses émissions de plomb chaque année depuis 2012, conformément aux exigences plus strictes de l'EPA sur les émissions de plomb, grâce à certaines rénovations de l'usine, passant sous silence :
- le fait qu'Exide envoyait encore un total de 6 720 livres de plomb dans l'air par an durant cette période (2012-2015).
- le fait de l'accumulation cumulative de plomb et d'autres contaminants toxiques dans le sol et l'eau dans un rayon de 1 à 3 milles autour de l'usine durant des décennies. Le KDHE n'a alors démontré aucune intention de tester le sol ou les eaux souterraines des maisons et des espaces publics à proximité de l'usine pour de plomb et d'autres contaminants toxiques.
Les représentants du KDHE pourraient aussi avoir cherché à protéger Exide en publiant une carte localisant les 32 enfants à plombémies élevés, dont beaucoup n'étaient pas adjacents à l'usine d'Exide. Mais les représentants du KDHE ont omis de mentionner qu'aucun test sanguin complet n'avait été effectué pour les familles vivant autour de l'usine, et que leurs résultats n'incluaient pas  les cas signalés par des médecins locaux dont les parents avaient amené leur enfant pour un problème médical ou un enregistrement, et que les enfants des employés qui travaillent à l'usine, sont quotidiennement exposés au plomb (dont via les habits de travail de leurs parents), vivent dans toute la ville et pas seulement à côté de l'usine.
À ce jour, aucune mesure gouvernementale substantielle n'a été prise pour régler ce problème. La ou les sources de contamination du nombre disproportionné d'enfants présentant des niveaux élevés de plomb dans le sang à Salina, KS et dans le comté de Saline, restent un mystère apparent.

### Columbus (Géorgie)
Exide a autrefois eu une usine de recyclage secondaire du plomb à Columbus, fermée en 1999, mais fonctionnant encore aujourd'hui comme une usine de fabrication de batteries au plomb (3639 Joy Road). De 1987 à 2015, Exide a rejeté là dans l'eau et l'air au moins 362 102 livres de polluants toxiques, dont du plomb et de l'arsenic.
En 1988, Exide a été contraint de nettoyer les eaux souterraines contaminées par ses pratiques et son usine à Columbus. Une évaluation des coûts des enquêtes supplémentaires, de l'assainissement et de la fermeture du site sont en cours, actuellement estimés à 13,5 millions de dollars.
En 2009, Exide a reçu 34,3 millions de dollars de d'argent provenant des contribuables fédéraux, et plus de 15 millions de dollars d'incitation fiscale locale visant à stimuler la production de batteries de nouvelle génération et créer plus d'emplois dans leurs usines de Columbus et de Bristol, TN, mais le groupe a été critiqué après la fermeture de son usine de Bristol peu après avoir empoché l'argent des contribuables et des incitations.
En novembre et décembre 2016 puis en  janvier 2017, Exide Technologies a enfreint les normes fédérales d'émissions de plomb dans son usine de batteries au plomb-acide de Columbus, ce qui lui a valu en 2017 une amende de 41 000 $ infligée par la Division de la protection de l'environnement de Géorgie,.
Tout récemment, en 2018, Exide Technologies a été condamnée à une amende de 11 328 $ par l'État de Géorgie pour une fois de plus ne pas être en conformité avec les normes d'émissions toxiques et de sécurité. Les inspecteurs ont découvert qu'Exide émettait des niveaux élevés de particules de plomb dans l'air; plus de 200% de plus que la limite légale ne le permet. La nouvelle des émissions excessives de plomb d'Exide a soulevé des inquiétudes parmi des milliers de résidents et de familles qui vivent à proximité de l'usine d'Exide sur ce que les pratiques d'Exide signifient pour leur santé et leur sécurité. Plusieurs résidents ont demandé que quelque chose soit fait pour s'assurer qu'eux-mêmes et leurs familles sont en sécurité et ne sont pas exposés à des niveaux dangereux de contamination par le plomb dans l'air, le sol et l'eau où ils vivent.

### Reading (Pennsylvanie); contamination toxique et dépollution en cours.
Exide exploite une fonderie de plomb, et un site de recyclage du plomb de batteries usagées, à Reading (Pennsylvanie). L'EPA y a constaté qu'Exide a contribué aux émissions de plomb et aux rejets de contaminants toxiques qui ont pollué l'air et les sols de la communauté environnante. Une opération de dépollution des sols a été entamée à grande échelle en 1996.
En 2012, Exide a annoncé vouloir ralentir ses opérations de recyclage du plomb à Reading / Laureldale, en licenciant 150 travailleurs, mais avec l'intention de maintenir ses permis actifs, pour une éventuelle réouverture à l'avenir.
En 2015, le comté de Berks a intenté une action en justice pour renforcer la surveillance de la pollution de l'air autour des installations d'Exide afin de mieux protéger la santé et la sécurité des résidents. Mais une cour d'appel fédérale a rejeté la demande du comté de déplacer un système de suivi des pollutions ou d'installer un capteur supplémentaire près de l'usine.
Le commissaire du Comté (County Commissioner), Mark C. Scott, a noté que l'appel avait été déposé à titre préventif pour protéger la communauté de la pollution de l'air si l'usine de recyclage d'Exide décidait de rouvrir.

#### La contamination au plomb de l'usine d'Exide refait surface après une première dépollution.
En 2017, le journal Reading Eagle publie une série d'articles axés sur une étude ayant révélé que les niveaux de plomb restent élevés dans l'arrondissement, malgré les efforts de dépollution ordonnés par l'Agence américaine de protection de l'environnement environ 20 ans plus tôt dans des centaines de propriétés près de l'usine d'Exide.
Une équipe de journalistes a collaboré avec un professeur de chimie de la Metropolitan State University de Denver pour mener des études de sol à Laureldale. Elle et a trouvé des signes forts que des décennies d'émissions toxiques de l'usine de batteries d'Exide Technologies à Reading font encore des ravages sur les propriétés voisines.
La nouvelle de l'étude a suscité de vives inquiétudes chez les résidents concernés par les pratiques passées d'Exide et par la pollution et tout impact qu'elle aurait pu avoir sur leur santé et celle de leurs proches. Par exemple une famille de Reading a appelé à l'aide sur les réseaux sociaux pour une enquête sur la cause du saturnisme qui a touché cette famille ; Des lycéens en réunion se demandent si  «l'industrie locale et les polluants qu'elle crée peuvent être à blâmer» pour la perte supérieure à la moyenne de nombreux camarades de classe au fil des ans.
En réponse à l'étude et aux découvertes de taux anormalement élevés de plomb autour de l'usine Exide (aujourd'hui inactive), State Sen. Judy Schwank a appelé à un réexamen du nettoyage original des sols de Reading/Laureldale. Un groupe bipartite de législateurs a créé un groupe de travail pour évaluer l'étendue du problème du plomb en Pennsylvanie et recommander des changements dans la façon dont l'État teste et remédie à la contamination par le plomb.
Après qu'une étude faite dans le cadre d'un suivi fédéral ait montré que le sol de propriétés supposées dépolluées 10 ans plus tôt présentent encore des taux de plomb préoccupants, le U.S. Army Corps of Engineers a été missionné pour échantillonner et analyser le sol de six propriétés résidentielles des cantons de Laureldale et Muhlenberg, afin d'évaluer si ces taux de plomb posent encore un risque pour la santé publique.
Fin 2017, l'EPA fédérale a commencé le nettoyage des sols contaminés par le plomb de l'usine Exide inactive. L'ampleur et le coût du nettoyage sont en cours d'évaluation, mais il n'y a aucun rapport suggérant qu'Exide soit tenu financièrement responsable du nettoyage des produits toxiques qu'il a ici répandu dans l'environnement durant des décennies ; le contribuable semble être chargé des nouveaux coûts de dépollution.

### Bristol (Tennessee)
En 2008, dans son usine de fusion secondaire de batteries au plomb-acide à Bristol, Exide émettait deux fois la quantité maximale de polluants qu'il était autorisé à rejeter dans l'environnemen. Au lieu de corriger son comportement, Exide a demandé à l'État de doubler sa limite maximale d'émissions. Il a également été signalé que c'est 'Exide lui-même qui effectuait ses propres tests, et que la Division du contrôle de la pollution atmosphérique du Tennessee semblait n'avoir aucune idée du niveau réel de pollution provenant de l'usine de Bristol.
En 2013, Exide a mis l'usine au ralenti, licenciant des centaines d'employés de Bristol, après avoir reçu 34,3 millions de dollars en fonds de relance des contribuables fédéraux et jusqu'à 15 millions de dollars en incitations fiscales de l'État pour leurs usines à Bristol, TN et Columbus, GA. Au lieu d'investir cet argent des contribuables, comme promis, à Bristol et de créer de nouveaux emplois, Exide a fermé l'usine "dans le cadre d'une initiative stratégique visant à faire tourner d'autres sites de fabrication à pleine capacité",.
En mars 2017, Exide a déposé une demande auprès de l'État du Tennessee pour rouvrir partiellement ses installations inactives de Bristol (TN). Des centaines d'habitants ont exprimé leur inquiétude quant à la reprise de l'exploitation de l'usine d'Exide à Bristol, exigeant une réunion publique à propos de la demande d'Exide,. En avril 2017, face à la pression croissante pour une réunion publique et à un appel à plus de surveillance de l'usine (à la lumière du long bilan d'amendes et de violations d'Exide pour les émissions et les pratiques de sécurité), le groupe Exide a finalement préféré retirer sa demande de reprise des opérations à Bristol.

### Frisco (Texas); contamination et dépollution
De 2001 à 2012, Exide Technologies a reçu 50 avis de violation  pour non-respect de la règlementation du travail et de la sécurité au travail dans son usine de recyclage de batteries plomb-acide Frisco. La Texas Commission on Environmental Quality (TCEQ) avait déjà constaté 27 violations dans cette usine du 31 mars 2009 au 30 juin 2010. 12 violations concernaient la contamination du sol et de l'eau, et des preuves de rejets toxiques soulevant des inquiétudes quant aux effets sur les eaux en aval de l'usine Entre mai et juin 2011, le TCEQ a mené quatre enquêtes distinctes sur l'installation Frisco d'Exide et a trouvé des niveaux dangereux de pollution par le plomb et de cadmium, qualifiant l'installation pour le statut de site Superfund.
L'usine d'Exide a cessé ses activités en 2012 à la suite d'un accord de 45 millions de dollars avec la ville de Frisco pour transférer une zone tampon de 180 acres entourant l'usine à la ville tandis que l'entreprise conserverait les 90 acres de terrain occupés par l'usine. Dans le cadre des exigences de l'accord, Exide est tenu de nettoyer le terrain selon des normes fédérales acceptables avant de le transférer à la ville. Exide n'a pas voulu coopérer avec la ville de Frisco qui a montré qu'Exide avait minimisé la quantité de pollution sur son site afin de minimiser le coût de l'assainissement requis pour la fermeture du site. De plus, la porte-parole de Frisco, Dana Baird, a déclaré que les 20 millions de dollars estimés par la ville alloués à l'assainissement ne seraient pas suffisants pour couvrir les coûts de nettoyage,,.

## Réponses des communautés
Les militants communautaires font avancer au niveau national les concepts d'inégalités environnementales et de  justice environnementale  (idée que chacun, quels que soient son origine ethnique et son niveau de vie et de revenu devrait avoir droit au même niveau de protection de sa santé et de l'environnement. L'un des leaders de ce mouvement, Mark Lopez, a récemment reçu le prix Goldman pour l'environnement 2017, pour le travail qu'il a effectué avec son groupe communautaire basé du sud-est de Los Angeles, East Yard Communities for Environmental Justice  traitant des graves séquelles industrielles de contamination par le plomb dans l'est et le sud-est de Los Angeles, à la suite de l'activité d'une des usines d'Exide (recyclage de batteries  plomb-acide) qui a enfreint les réglementations environnementales durant plus de 30 ans, alors que les régulateurs de l'État fermaient les yeux. Lopez et al. ont fait pression sur les législateurs de l'État qui ont alors pris des mesures contre l'usine d'Exide, après des décennies de plaintes de riverains, restées sans répons .
Les militants communautaires, avec des spécialistes de l'environnement démontrent que les principaux pollueurs industriels, comme Exide, ont pu libérer des quantités massives de polluants, en bénéficiant de la faiblesse des actions et réponses du gouvernement à l'égard des populations pauvres et minoritaires qui vivent souvent à proximité de ces principales sources de pollution. Exide semble avoir même été protégé par des organismes de réglementation locaux, de manière que l'entreprise ait peu de responsabilité vis-à-vis des communautés minoritaires à faible revenu. Par exemple, lors d'une audience du conseil d'administration du district de gestion de la qualité de l'air de la côte sud (SCAQMD), le maire de Maywood, Oscar Magana, a pensé que le Département du contrôle des substances toxiques et le SCAQMD auraient fermé l'usine Exide à Vernon beaucoup plus tôt si elle avait été placée à Beverly Hills ou dans une autre communauté aisée.

## Scandale de la fraude à la batterie avec 'Sears'
En mars 2001, Exide a plaidé coupable à des accusations de conspiration frauduleuse acceptant de payer une amende de 27,5 millions de dollars pour mettre fin à une enquête criminelle fédérale sur les ventes de batteries automobiles aux clients de Sears, Roebuck & Company. L'affaire faisait suite à des enquêtes et accusations selon lesquelles Exide avait conspiré avec Sears pour vendre aux clients de Sears des batteries usagées en les faisant passer pour neuves ; Exide ayant ensuite versé des pots- de-vin pour dissimuler la fraude.
En 2002, deux anciens cadres supérieurs d'Exide Technologies ont été condamnés à la prison pour avoir vendu des batteries défectueuses à Sears, Roebuck & Co. L'ancien président d'Exide, (Douglas N. Pearson) a lui-même été condamné à cinq ans et quatre mois de prison et à une Amende de 150 000 $. Le complice de Pearson, l'ancien directeur général d'Exide, Arthur M. Hawkins, a été condamné à 10 ans de prison et condamné à payer une amende de 1 million de dollars. Les deux ont été reconnus coupables de fraude électronique et de complot en vue de commettre une fraude électronique dans le cadre d'un vaste stratagème visant à vendre des batteries Exide défectueuses à Sears pour sa gamme de batteries Die-hard.

## En Inde
Le 31 janvier 1947, la société y est apparue sous le nom d' Associated Battery Makers (Eastern) Ltd., en vertu de la Loi sur les sociétés de 1913, pour acheter tout ou partie des actifs de l'entreprise des fabricants, acheteurs et vendeurs et revendeurs et réparateurs de matériel électrique et appareils chimiques et marchandises transportés par la Chloride Electric Storage Company (India) Ltd, en Inde. Selon un article écrit par Sunanda Kore (ingénieur et universitaire spécialisé dans le traitement des eaux polluées) et deux auteurs non présentés, en 2012, en Inde, les unités de dépollution physicochimique des effluents de l'usine d'Exide située à Pune, en pleine zone urbaine, près d'une usine Tata Motors, produisent une eau pouvant répondre « aux besoins non-potables et de jardinage », mais l'article omet de citer les taux de plomb, d'arsenic et d'antimoine de cette eau, et il est publié dans une des revues du groupe Science Publishing Group, connu pour son manque de sérieux éditorial et pour être une Revue prédatrice,,, voire comme une arnaque ne cherchant pas à filtrer la junk science. En 2019, il présentait 430 revues dans divers domaines, parfois même présenté comme une arnaque. En outre bien qu'affichant une adresse à New-York, elle est en réalité basée au Pakistan.

## En France
« Dans le passé, les activités industrielles historiques de la société TUDOR, puis aujourd'hui de la société EXIDE TECHNOLOGIES ont été à l’origine d’émissions de poussières de plomb qui se sont déposées sur les sols de la zone résidentielle du quartier de Lille Sud et de Fâches Thumesnil.
Or, le plomb présent dans les sols présente un risque particulier pour les populations exposées (et tout particulièrement les enfants et les femmes enceintes ou en âge de procréer). »

## Galerie

Magasin d'Exide (Java, entre 1900 et 1930)
Hangard d'Exide (Java entre 1900 et 1930)
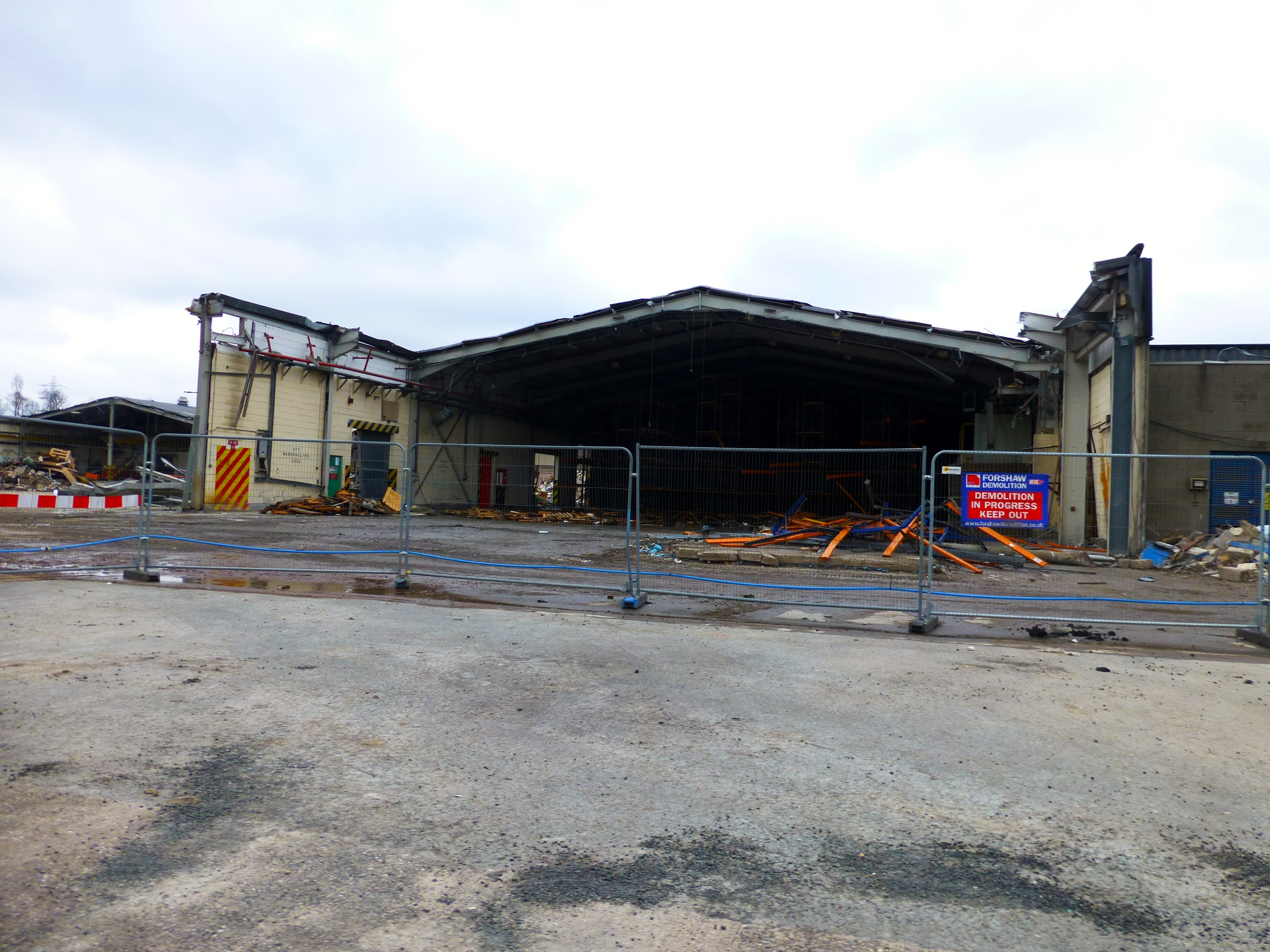
Démolition d'une usine d'Exide (district métropolitain de Bolton, Royaume-Uni)